# Митча
Ми́тча, Титча — річка в Україні, у Бахмацькому районі Чернігівської області. Ліва притока Сейму (басейн Дніпра).

## Опис
Довжина річки приблизно 10 км.

## Розташування
Бере початок на північному сході від Шумина. Тече переважно на північний схід через Митченки і впадає в річку Сейм, ліву притоку Десни. На деяких ділянках пересихає. 
Річку перетинає автомобільна дорога Р61.